# Christoph Singelnstein

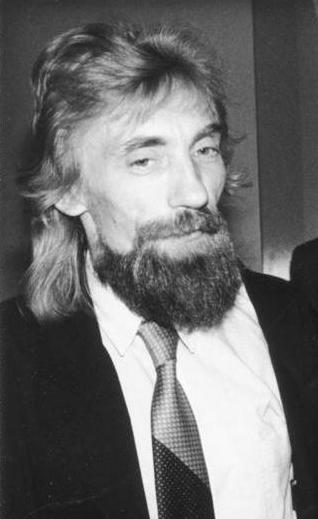
Christoph Singelnstein, 1990

Christoph Singelnstein (* 23. Juni 1955 in Greifswald) ist ein deutscher Hörfunkjournalist und Medienmanager. Er war von 2009 bis 2021 Chefredakteur des Rundfunks Berlin-Brandenburg.

## Herkunft und Ausbildung
Singelnstein stammt aus einer Greifswalder Buchhändlerfamilie und wuchs in einem katholisch geprägten Umfeld auf. Nach seinem Abitur an der Greifswalder Jahnschule im Jahre 1974 arbeitete er bis 1977 als Bühnenarbeiter am Deutschen Theater. Von 1977 bis 1982 studierte Singelnstein Theaterwissenschaften an der Theaterhochschule Leipzig.

## Rundfunk der DDR
Ab 1982 arbeitete Singelnstein als Kulturredakteur beim Berliner Rundfunk, einem Sender des Rundfunks der DDR. Dort war er zwischen 1983 und 1990 Hörspieldramaturg und -produzent. Singelnstein engagierte sich in dieser Zeit auch in der kirchlichen Friedensbewegung der DDR, u. a. in der Initiative Frieden und Menschenrechte, die er später im DDR-Hörfunkrat der Wendezeit vertrat. Im Juli 1990 wurde Singelnstein von der Regierung de Maizière zunächst zum stellvertretenden Intendanten und im August 1990 zum Geschäftsführenden Intendanten des Rundfunks der DDR ernannt; diesen Posten bekleidete er bis Ende 1991.

## Öffentlich-rechtlicher Rundfunk
Beim neu gegründeten Ostdeutschen Rundfunk Brandenburg (ORB) wurde Singelnstein anschließend Chefredakteur der Kulturwelle Radio Brandenburg. Ab 1992 war er als erster Kommentator aus den neuen Bundesländern bei den Tagesthemen zu sehen.
1996 wechselte Singelnstein als Chefredakteur zur ORB-Welle Antenne Brandenburg. Von Mai 2008 an war er Hörfunkdirektor des Rundfunk Berlin-Brandenburg (RBB). Im Mai 2009 wurden Hörfunk- und Fernsehdirektion des Rundfunk Berlin-Brandenburg zur multimedialen Programmdirektion zusammengeführt. Seither leitete Christoph Singelnstein den Programmbereich Information und war Chefredakteur und stellvertretender Programmdirektor. Während seiner Amtszeit nutzte er sein journalistisches Direktionsrecht. Im Jahr 2012 unter der Intendantin Dagmar Reim soll es offenbar zu Strukturproblemen gekommen sein. Singelnstein trat zum 1. April 2021 in den Ruhestand ein, äußerte aber den Wunsch, weiterhin Beratungsaufgaben für den RBB bis März 2023 übernehmen. Nachfolger als Chefredakteur wurde David Biesinger.
Die Höhe der Bezahlung nach seinem Ausscheiden führte zur Überprüfung durch den Berliner Rechnungshof, der alle RBB-Beraterverträge seit 2017 prüft. Der Beratervertrag mit Singelnstein wurde 2020 über die damalige Intendantin Patricia Schlesinger und die Chefin der Personalabteilung abgeschlossen, nachdem sein Vertrag erst bis 2023 verlängert und dann vorzeitig 2021 beendet wurde. Demnach würden neben der gesetzlichen Rente bis Lebensende monatlich 8700 Euro Ruhegeld und bis März 2023 monatlich weitere 6300 Euro Beraterhonorar überwiesen. Eine solche Ruhegeldregelung ist in der Praxis der Rundfunkanstalten eher unüblich.
Im Januar 2025 wurde bekannt, dass gegen ihn ein Verfahren wegen Beihilfe zur schweren Untreue läuft.